# Bullies
Bullies é un film canadese-statunitense del 1986 diretto da Paul Lynch.

## Trama
La famiglia Morris si trasferisce in una cittadina vicina per ricominciare la nuova vita, ma si ritrova a dover affrontare un clan criminale di nome i Cullen, che da anni molesta il paese.